# إيليا بتروف
إيليا بتروف (27 يونيو 1995 بنيجني نوفغورود في روسيا - ) هو لاعب كرة قدم روسي في مركز الوسط. لعب مع نادي فولغا نيجني نوفغورود ونادي كراسنودار.

## وصلات خارجية
- إيليا بتروف على موقع قاعدة بيانات كرة القدم.إي يو (الإنجليزية)
- إيليا بتروف على موقع Soccerway.com (الإنجليزية)
- إيليا بتروف على موقع عالم كرة القدم.نت (الإنجليزية)